# 福岡藩
福岡藩（日语：／ Fukuoka han */?）是日本江戶時代的藩屬領地。範圍佔整個筑前國，因此又稱為筑前藩。藩廳位於福岡城。支藩有秋月藩及東福寺藩。藩主是外樣大名黑田氏。

## 歷史
1600年關原之戰後小早川秀秋轉封至岡山藩，取而代之是中津城主黑田長政。初時居城在名島城，在1601年開始建造福岡城，1606年建成。
當長政死前，按長政遺言分立兩個兒子，長興5萬石以及高政4萬石。第二代藩主忠之時代爆發黑田騷動。
在第六代藩主繼高時代直方藩廢藩，在廢藩置縣前石高收入為47萬3千石，是位居全國第七的藩領。第八代藩主齊隆設立藩校修猷館及甘棠館，現今為福岡縣修猷館高等學校。
1870年日田縣知事松方正義發現福岡藩製造偽鈔。1871年經明治政府調查後，將藩主長知解任，由有栖川宮熾仁親王就任藩主。不久就廢藩置縣，成為了福岡縣。

## 歷代藩主
黑田家
外樣　50萬2千石→41萬2千石→43萬3千石→47萬3千石　（1600年 - 1871年）
1. 長政
2. 忠之
3. 光之
4. 綱政
5. 宣政
6. 繼高
7. 治之
8. 治高
9. 齊隆
10. 齊清
11. 齊溥，後名長溥
12. 長知

藩知事、福岡縣知事列表　
| 代   | 姓名             | 就任日期       | 離任日期      |
| ---- | ---------------- | -------------- | ------------- |
| 1、2 | 有栖川宮熾仁親王 | 1871年7月2日   | 1872年4月5日  |
| 3    | 澤簡德           | 1873年2月7日   | 1873年6月5日  |
| 4    | 立木兼善         | 1873年6月27日  | 1874年9月8日  |
| 5    | 渡邊清           | 1874年年9月8日 | 1881年7月29日 |
| 6    | 渡邊國武         | 1881年8月12日  | 1882年5月11日 |
| 7    | 岸良俊介         | 1882年5月11日  | 1886年2月25日 |
| 8    | 安場保和         | 1886年2月25日  | 1886年7月19日 |

## 支藩

### 秋月藩
1623年立藩，位於秋月陣屋。

### 東蓮寺藩
東蓮寺藩後來改稱直方藩。藩廳在東蓮寺。1623年黑田高政獲封4萬石領地。1675年改稱直方。1677年黑田長寛將領地送還福岡。
1688年光之四男長清獲封5萬石。1720年長清逝世，並無兒子繼承被廢藩。